# Aleksandr Ivanovič Pokryškin
Aleksandr Ivanovič Pokryškin (in russo Александр Иванович Покрышкин?; Novonikolaevsk, 6 marzo 1913 – Mosca, 13 novembre 1985) è stato un militare e aviatore sovietico, è stato insignito del titolo di Eroe dell'Unione Sovietica per tre volte (1943, 1943, 1944).
Ufficiale delle Forze aeree sovietiche durante la seconda guerra mondiale, si dimostrò un abile pilota da caccia rivendicando 59 vittorie aeree e dando un importante contributo al miglioramento delle tattiche del combattimento aereo.
Per la maggior parte della guerra fu il pilota più famoso e apprezzato delle Forze aeree sovietiche; nel dopoguerra continuò la carriera militare fino a raggiungere il grado supremo di maresciallo delle forze aeree. Volò per la maggior parte del conflitto su caccia di produzione americana Bell P-39 Airacobra, divenendo il pilota con il maggior numero di vittorie su un aereo statunitense.
In sua memoria un suo busto in bronzo è visibile a Novosibirsk.
Gli è stato dedicato l'asteroide 3348 Pokryshkin.

## Onorificenze

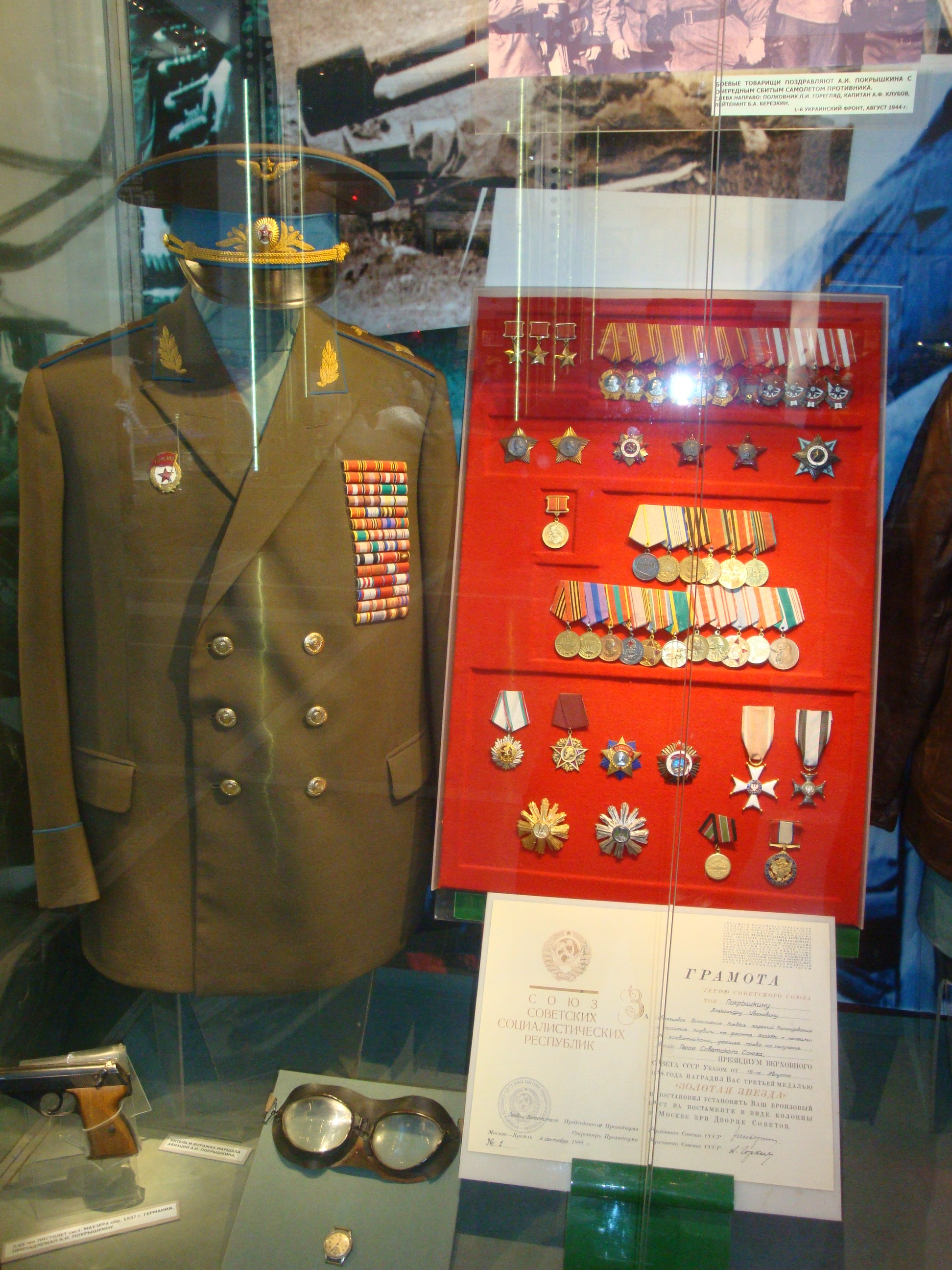
La giacca cerimoniale di Pokryškin e i suoi premi esposti al Museo Centrale delle Forze Armate di Mosca